# Nose, Ōsaka
Nose (能勢町 Nose-chō) là thị trấn thuộc huyện Toyono, Ōsaka, Nhật Bản. Tính đến ngày 1 tháng 10 năm 2020, dân số ước tính thị trấn là 9.079 người và mật độ dân số là 92 người/km². Tổng diện tích thị trấn là 98,75 km².

## Địa lý

### Khí hậu
| Dữ liệu khí hậu của Nose, Ōsaka          | Dữ liệu khí hậu của Nose, Ōsaka | Dữ liệu khí hậu của Nose, Ōsaka | Dữ liệu khí hậu của Nose, Ōsaka | Dữ liệu khí hậu của Nose, Ōsaka | Dữ liệu khí hậu của Nose, Ōsaka | Dữ liệu khí hậu của Nose, Ōsaka | Dữ liệu khí hậu của Nose, Ōsaka | Dữ liệu khí hậu của Nose, Ōsaka | Dữ liệu khí hậu của Nose, Ōsaka | Dữ liệu khí hậu của Nose, Ōsaka | Dữ liệu khí hậu của Nose, Ōsaka | Dữ liệu khí hậu của Nose, Ōsaka | Dữ liệu khí hậu của Nose, Ōsaka |
| Tháng                                    | 1                               | 2                               | 3                               | 4                               | 5                               | 6                               | 7                               | 8                               | 9                               | 10                              | 11                              | 12                              | Năm                             |
| ---------------------------------------- | ------------------------------- | ------------------------------- | ------------------------------- | ------------------------------- | ------------------------------- | ------------------------------- | ------------------------------- | ------------------------------- | ------------------------------- | ------------------------------- | ------------------------------- | ------------------------------- | ------------------------------- |
| Cao kỉ lục °C (°F)                       | 16.3 (61.3)                     | 19.8 (67.6)                     | 22.6 (72.7)                     | 28.4 (83.1)                     | 32.0 (89.6)                     | 34.4 (93.9)                     | 37.3 (99.1)                     | 37.4 (99.3)                     | 35.8 (96.4)                     | 30.4 (86.7)                     | 25.5 (77.9)                     | 20.3 (68.5)                     | 37.4 (99.3)                     |
| Trung bình ngày tối đa °C (°F)           | 7.4 (45.3)                      | 8.3 (46.9)                      | 12.2 (54.0)                     | 18.1 (64.6)                     | 22.9 (73.2)                     | 25.8 (78.4)                     | 29.4 (84.9)                     | 31.2 (88.2)                     | 27.2 (81.0)                     | 21.5 (70.7)                     | 15.7 (60.3)                     | 10.0 (50.0)                     | 19.1 (66.5)                     |
| Trung bình ngày °C (°F)                  | 2.4 (36.3)                      | 3.1 (37.6)                      | 6.5 (43.7)                      | 12.0 (53.6)                     | 17.1 (62.8)                     | 21.0 (69.8)                     | 24.8 (76.6)                     | 25.9 (78.6)                     | 22.0 (71.6)                     | 16.0 (60.8)                     | 9.9 (49.8)                      | 4.6 (40.3)                      | 13.8 (56.8)                     |
| Tối thiểu trung bình ngày °C (°F)        | −1.9 (28.6)                     | −1.5 (29.3)                     | 1.0 (33.8)                      | 5.9 (42.6)                      | 11.5 (52.7)                     | 16.7 (62.1)                     | 21.0 (69.8)                     | 21.7 (71.1)                     | 17.8 (64.0)                     | 11.3 (52.3)                     | 4.7 (40.5)                      | 0.0 (32.0)                      | 9.0 (48.2)                      |
| Thấp kỉ lục °C (°F)                      | −8.2 (17.2)                     | −10.8 (12.6)                    | −6.9 (19.6)                     | −3.5 (25.7)                     | −0.2 (31.6)                     | 6.1 (43.0)                      | 12.3 (54.1)                     | 13.1 (55.6)                     | 6.7 (44.1)                      | −0.1 (31.8)                     | −3.7 (25.3)                     | −7.4 (18.7)                     | −10.8 (12.6)                    |
| Lượng Giáng thủy trung bình mm (inches)  | 49.9 (1.96)                     | 61.5 (2.42)                     | 100.6 (3.96)                    | 111.0 (4.37)                    | 145.7 (5.74)                    | 181.2 (7.13)                    | 213.0 (8.39)                    | 154.5 (6.08)                    | 192.4 (7.57)                    | 142.8 (5.62)                    | 72.8 (2.87)                     | 57.8 (2.28)                     | 1.483,1 (58.39)                 |
| Số ngày giáng thủy trung bình (≥ 1.0 mm) | 6.5                             | 7.6                             | 9.9                             | 9.9                             | 10.2                            | 11.5                            | 11.8                            | 9.0                             | 10.4                            | 9.0                             | 6.4                             | 7.1                             | 109.3                           |
| Số giờ nắng trung bình tháng             | 113.4                           | 113.0                           | 147.6                           | 179.2                           | 189.9                           | 132.5                           | 152.2                           | 195.7                           | 150.0                           | 153.8                           | 134.5                           | 122.6                           | 1.784,5                         |
| Nguồn: Cục Khí tượng Nhật Bản            |                                 |                                 |                                 |                                 |                                 |                                 |                                 |                                 |                                 |                                 |                                 |                                 |                                 |